# Palazzo Dal Pozzo della Cisterna
Palazzo Cisterna, abbreviazione di palazzo Dal Pozzo della Cisterna, è un palazzo di Torino, sito in via Maria Vittoria 12. Sede operativa e di rappresentanza, dalla metà del secolo scorso, della Provincia di Torino (divenuta, nel 2015,  Città Metropolitana di Torino), ospita la Biblioteca di storia e cultura del Piemonte "Giuseppe Grosso" e l'archivio di Città Metropolitana.

## Storia
Lo sviluppo della città di Torino è parallelo a quello della dinastia sabauda, che la volle mostrare, in quanto capitale, alle monarchie europee quale simbolo della propria grandezza. Alla morte di Vittorio Amedeo I nel 1637, Cristina di Francia, moglie e duchessa reggente, tentò di attirare a corte feudatari e nobili di provincia elargendo loro cariche importanti con l'obiettivo di creare una nuova città. Le donazioni di terreni formavano degli appezzamenti quadrati, detti isole, in cui le strade erano predisposte in parallele e perpendicolari. L'isola era la base su cui edificare.  Sull'isola dell'Assunta venne costruito, a partire dal 1675 da Antonio Maurizio Valperga, o dal fratello Andrea, per conto della famiglia dei conti Ripa di Giaglione, un edificio a tre piani, che, divenuto proprietà dei principi Dal Pozzo della Cisterna, si trasformò in una dimora aristocratica, con interventi di ampliamento e sopraelevazione, per volere di Giacomo Maurizio, primo principe della Cisterna, attraverso i progetti e il lavoro dell'architetto Francesco Valeriano Dellala di Beinasco tra il 1773 e il 1778. Grazie all'opera di abili stuccatori e minusieri, quali il Racchetti, il Moletta e lo Spalla, autori anche di "boiseries" lungo i muri, furono risistemati gli alloggi padronali e rinnovate le decorazioni interne. Il restauro della facciata esterna, che assunse l'aspetto attuale, fu anch'esso opera del Dellala, che evidenziò le caratteristiche auliche del barocco piemontese. Con il rientro dall'esilio del principe Emanuele, vennero ripresi i lavori di completamento del primo piano e del cortile. Nel 1887 Palazzo Cisterna, per le nozze di Maria Vittoria dal Pozzo della Cisterna con il duca d'Aosta Amedeo, avvenute il 30 maggio 1867 a Stupinigi, si arricchì di ali interne, decorate da Francesco Gonin e da Domenico Ferri.
Tra il 1878 e il 1883 l'architetto Camillo Riccio e l'ingegnere Alessandro Albert si dedicarono rispettivamente alla costruzione della cancellata del giardino e a quella dello scalone d'onore, mentre l'ala di levante si adornò di soffitti a grottesche e cassettoni in legno dorato, in stile eclettico rinascimentale toscano secondo il volere dei Savoia-Aosta, amanti dello sfarzo. Fu l'impulso di Albert a far prediligere scelte neorinascimentali con interventi unitari e di qualità, che caratterizzarono tutta la ristrutturazione.
Nel 1940, il palazzo fu acquistato, dai Savoia-Aosta, dalla Provincia di Torino, e ne divenne la sede, nel 1945, in seguito agli interventi di ristrutturazione di Giovanni Chevalley.